# Nadim Ghazale
Nadim Ghazale, född 25 januari 1983 i Libanon, är en svensk polis och föreläsare. Han är känd för sin medverkan i debatt om brottslighet och från TV-programmen Veckans brott, Min sanning samt Förrädarna.

## Biografi
Ghazale växte upp i Libanon och kom till Sverige som sjuåring. Han beskriver sin fortsatta uppväxt i Ulricehamn som problematisk med inslag av rasism och våld, men där bland annat engagemang inom idrott samt uppdrag som kamratstödjare gav honom ett meningsfullt sammanhang. 
Ghazale är utbildad polis och har arbetat som polis i Borås. Han är sedan 2024 tjänstledig från sin tjänst som  polis för att arbeta som verksamhetschef för  organisationen nattvandring.nu.
Ghazale medverkade 2024 i TV4:s realityserie Förrädarna och vann även spelet. 

### I media och debatt
Ghazale medverkade säsongen 2020/2021 i panelen i TV-programmet Veckans brott. Han har problematiserat det ökande antalet dödsskjutningar i Sverige, och har beskrivit åtgärdsförslag som höjda straff och minskad invandring som populistiska och med bristande ansvarstagande. Han har istället framhållit betydelsen av en stark och likvärdig skola för att minska segregation samt mer resurser till socialtjänst, missbruksvård och vård av personer med psykisk ohälsa.
År 2020 utsågs Ghazale till "Årets Boråsambassadör" av Borås kommun, som ges till en person som ska vara en representativ ambassadör för staden och bo eller ha rötter i kommunen.
Samma år tilldelades han "22 juli-utmärkelsen" av SSU. Utmärkelsen ges till en antirasistisk förebild som under året gjort betydande insatser mot högerextremism. Delar av motiveringen löd att Ghazale "som polis och samhällsdebattör tar tydlig ställning mot såväl polisbrutalitet som rasistiska föreställningar om kriminalitet i förorten".

### Sommarprogram och efterspel
Nadim Ghazale var värd för Sommar i P1 den 12 juli 2021. Programmet var bland de fem mest lyssnade. Ghazale riktade under programmet hård kritik mot de svenska miljonprogrammen. En formulering i programmet, ”Är du vit, svensk, straight och man – då är du redan inkvoterad” – blev kritiserad i sociala medier. I samband med detta uppmärksammades att han på Twitter mellan år 2014 till 2017 skrivit inlägg med grovt språkbruk, bland annat riktade mot Sverigedemokraterna och staten Israel. Ghazale bad senare om ursäkt för ”väldigt olämpligt formulerade tweets ... som jag såklart skäms för”.

### Självbiografi
Han gav 2022 ut den självbiografiska boken Min väg från flykting till hela Sveriges polis. Boken handlar om hans väg från kriget i Libanon till Sverige och hans engagemang mot brottslighet och rasism. Han berättar om situationer där han med sitt "osvenska" efternamn och utseende till exempel haft svårigheter att hyra en stuga på västkusten eller blivit tillfrågad om han säljer knark, men han talar också om att bygga från noll och om det magiska ordet "välkommen".

## Utmärkelser
- 2020 – Årets Boråsambassadör, Borås kommun.[3][9]
- 2020 – 22-juliutmärkelsen, SSU[10]
- 2023 – MySpeaker of the Year i kategorin "Organisation".[21]